# Albert McCaffrey
Pour les articles homonymes, voir McCaffrey.
Albert John McCaffrey, surnommé « Bert » ou « Mac », (né le 12 avril 1893 à Listowel province de l'Ontario — mort le 15 avril 1955) est un joueur canadien de hockey sur glace qui évoluait au poste de défenseur.

## Carrière de joueur
Il a remporté à la Coupe Allan avec les Granites de Toronto. L'équipe a été choisie pour représenter le Canada aux Jeux olympiques de 1924. Elle a remporté l'or,.

## Statistiques
| Saison     | Équipe                    | Ligue      |     | Saison régulière | Saison régulière | Saison régulière | Saison régulière | Saison régulière |    | Séries éliminatoires | Séries éliminatoires | Séries éliminatoires | Séries éliminatoires | Séries éliminatoires |
| Saison     | Équipe                    | Ligue      | PJ  | B                | A                | Pts              | Pun              | PJ               | B  | A                    | Pts                  | Pun                  |                      |                      |
| 1924-1925  | Saint-Patricks de Toronto | LNH        | 30  | 9                | 6                | 15               | 12               |                  |    |                      |                      |                      |                      |                      |
| 1925-1926  | Saint-Patricks de Toronto | LNH        | 36  | 14               | 7                | 21               | 42               |                  |    |                      |                      |                      |                      |                      |
| 1926-1927  | Maple Leafs de Toronto    | LNH        | 43  | 5                | 5                | 10               | 43               | --               | -- | --                   | --                   | --                   |                      |                      |
| 1927-1928  | Maple Leafs de Toronto    | LNH        | 8   | 1                | 1                | 2                | 9                | --               | -- | --                   | --                   | --                   |                      |                      |
| 1927-1928  | Pirates de Pittsburgh     | LNH        | 35  | 6                | 3                | 9                | 14               | --               | -- | --                   | --                   | --                   |                      |                      |
| 1928-1929  | Pirates de Pittsburgh     | LNH        | 42  | 1                | 0                | 1                | 34               | --               | -- | --                   | --                   | --                   |                      |                      |
| 1929-1930  | Pirates de Pittsburgh     | LNH        | 15  | 3                | 4                | 7                | 12               | --               | -- | --                   | --                   | --                   |                      |                      |
| 1929-1930  | Canadiens de Montréal     | LNH        | 28  | 1                | 3                | 4                | 26               | 6                | 1  | 1                    | 2                    | 6                    |                      |                      |
| 1930-1931  | Canadiens de Montréal     | LNH        | 22  | 2                | 1                | 3                | 10               | --               | -- | --                   | --                   | --                   |                      |                      |
| 1930-1931  | Reds de Providence        | Can-Am     | 20  | 6                | 2                | 8                | 24               |                  |    |                      |                      |                      |                      |                      |
| 1931-1932  | Arrows de Philadelphie    | Can-Am     | 35  | 7                | 9                | 16               | 16               | --               | -- | --                   | --                   | --                   |                      |                      |
| 1932-1933  | Arrows de Philadelphie    | Can-Am     | --  | 1                | 0                | 1                | 2                | --               | -- | --                   | --                   | --                   |                      |                      |
| Totaux LNH | Totaux LNH                | Totaux LNH | 259 | 42               | 30               | 72               | 202              | 6                | 1  | 1                    | 2                    | 6                    |                      |                      |